# Weekend Edition
Weekend Edition ist das Wochenend-Gegenstück zum werktäglichen Morgenprogramm Morning Edition des öffentlichen Radiosenders National Public Radio (NPR) in den Vereinigten Staaten von Amerika. Die zweistündige Sendung wird von 08:00 bis 10:00 Uhr (Ostküstenzeit) live produziert und danach bis 14:00 Uhr (Ostenküstenzeit) als Dauerschleife („Feed“) wiederholt.
Im Vergleich zu Morning Edition liegt der Fokus von Weekend Edition stärker auf Unterhaltung. Daher bietet Sendung mehr Raum für kulturelle Berichterstattung.

## Format
Im Gegensatz zu den fünf Segmenten von Morning Edition besteht Weekend Edition nur aus drei Segmenten. Außerdem gibt es nur eine Nachrichtensendung zu Beginn der Sendestunde und keine Nachrichten zur halben Stunde. Diese weniger strenge Struktur bietet mehr Platz für längere Reportagen.
Die Sendestunde beginnt mit einem 60-Sekunden-Ausblick („Billboard“) auf den Inhalt der Sendung, danach folgen die Nachrichten.
Das A-Segment fängt um 6:30 Minuten nach Beginn der vollen Stunde an. Es enthält Reportagen zu aktuellen Themen und dauert 11:30 Minuten. Das Segment endet mit einem Fenster für die Partnerstationen um 19 Minuten nach. Samstags wird in diesem Segment unter der Rubrik Simon Says ein Kommentar von Moderator Scott Simon gesendet.
Das B-Segment beginnt um 20 nach und dauert 14 Minuten. Es schließt sich ein drei Minuten Zeitfenster an, in dem die Partnerstationen eigene Inhalte senden können. Es wird aber für den Zeitraum auch ein Hauptprogramm produziert, das Stationen übernehmen können, die kein eigenes Programm senden wollen. Es folgt ein regulärer zwei Minuten „Station Break“. Es besteht somit für die Partnerstationen die Möglichkeit, einen fünfminütigen Block mit eigenen Programm zu senden.
Das C-Segment startet zur Minute 40 und hat meist einen kulturellen Schwerpunkt mit Reportagen und Interviews rund um Schauspiel, Film und Musik. Sonntags wird in diesem Segment das Puzzle-Rätsel mit New York Times Rätsel-Redakteur Will Schorz gesendet.

## Moderatoren
- Weekend Edition Saturday
  - Scott Simon (1985–1992; seit 1993)
  - Alex Chadwick (1992–1993)
- Weekend Edition Sunday
  - Susan Stamberg (1987–1989)
  - Liane Hansen (1989–2011)[1]
  - Audie Cornish (2011–2012)[2][3]
  - Rachel Martin (2012–2016)[3]
  - Lulu Garcia-Navarro (2016–2021)[4]
  - Ayesha Rascoe (seit 2022)[5]

## Verbreitung
Neben der Ausstrahlung durch die Partnerstationen sind die Inhalte von Weekend Edition zeitverzögert über die Internetseite der Sendung abrufbar. Online findet sich außer dem Audiobetrag meist auch eine Textfassung („Transcript“), sodass man die Berichte und Reportagen auch nachlesen kann.